# Дрегушень (Сучава)
Дрегушень, Дрегушені (рум. Drăgușeni) — село у повіті Сучава в Румунії. Входить до складу комуни Дрегушень.
Село розташоване на відстані 319 км на північ від Бухареста, 43 км на південний схід від Сучави, 84 км на захід від Ясс.

## Населення
За даними перепису населення 2002 року у селі проживали 2239 осіб, з них 2238 осіб (> 99,9%) румунів. Рідною мовою 2237 осіб (99,9%) назвали румунську.